# Meine Mutter (Film)
Meine Mutter ist ein Spielfilm des französischen Regisseurs Christophe Honoré aus dem Jahr 2004. Das Drehbuch ist eine Adaption des  Buches Ma mère von Georges Bataille.

## Handlung
Der 17-jährige Pierre, der aufgrund des lasterhaften Lebens seiner Mutter bei seiner Großmutter aufwuchs, wird nach dem Unfalltod seines Vaters von seiner Mutter in ihr exzessives Leben eingeführt. In ausschweifenden Orgien mit dem erotischen Freundeskreis seiner Mutter macht Pierre erste Erfahrungen mit Begierde, Lust, Scham und Sadomasochismus. Hélène arrangiert ein Treffen zwischen ihrem Sohn Pierre und Hansi und die beiden verlieben sich. Trotzdem vertiefen Mutter und Sohn ihre Beziehung noch weiter und es kommt zum Inzest.

## Kritiken
„Die in die Gegenwart verlagerte Verfilmung eines Romans von Georges Bataille beschreibt ohne moralische Wertung und mit kühl sezierendem Blick eine symbiotische Liebesbeziehung und die Überschreitung gesellschaftlicher Normvorstellungen.“